# Elizabeth Blackmore
 (janvier 2025).
Elizabeth Blackmore est une actrice australienne ayant principalement jouée dans des courts-métrages et des films d'horreur et connue pour son rôle de Valérie Tulle dans la série Vampire Diaries.

## Filmographie

### Cinéma
- 2011 : Burning Man de Jonathan Teplizky : la réceptionniste
- 2013 : The Road Home de Denni Pentecost : Dede
- 2013 : Evil Dead de Fede Alvarez : Nathalie
- 2024 : Sleeping Dogs d'Adam Cooper : Dana Finn

### Télévision
- 2010 : Legend of the Seeker : L'Épée de vérité (série télévisée) : marianna (saison 2)
- 2011 : Summer Bay (série télévisée) : Real Shandi Palmer (2 épisodes)
- 2012 : Beauty and the Beast (série télévisée) : Victoria Hansen (épisode 2)
- 2015-2017 : Vampire Diaries (série télévisée) : Valerie Tulle (saison 7)
- 2016-2020 : Supernatural (série télévisée) : Lady Antonia Bevell (saison 12)
- 2016 : Once Upon a Time : Mary Lydgate (1 épisode)
- 2016 : Turn: Washington's Spies : Sarah Livingston